# Tomil
Tomil  (en yapés, Tamil) es un municipio de Estados Federados de Micronesia, en el estado de Yap.